# 난바 아츠코
난바 아츠코(일본어: 南波 あつこ 난바 아쓰코[*], 9월 28일 ~ )는 일본의 만화가이다.
《밸런스》로 제16회 BF 신인 만화 대상 가작을 수상. 《별책 프렌드》(코단샤)에서 활동하고 있다.

## 작품

### 기간 단행본
모두 코단샤 코믹스 별책 프렌드로부터 간행.
- 태양은 너에게 빛난다 - 첫 연재 작품. 전 1권.
- 귀엽다고 말해줘 - 단편집.
- 선배와 그녀 - 전 2권.
- 스프라우트 - 전 7권.
- 네 곁의 나 - 전 10권.
- 푸른 여름 - 전 8권.